# Coccyzus euleri
Il cuculo pettoperlato o cuculo ventrebianco (Coccyzus euleri Cabanis, 1873), è un uccello della famiglia dei Cuculidae.

## Sistematica
Coccyzus euleri non ha sottospecie, è monotipico.

## Distribuzione e habitat
Questo uccello vive in quasi tutto il Sud America, manca solo in Cile e Uruguay.